# (2667) Oikawa
(2667) Oikawa es un asteroide que forma parte del cinturón exterior de asteroides y fue descubierto el 30 de octubre de 1967 por Luboš Kohoutek desde el Observatorio de Hamburgo-Bergedorf, Alemania.

## Designación y nombre
Oikawa recibió al principio la designación de 1967 UO.
Más tarde, en 1996, se nombró en honor del astrónomo japonés Okuro Oikawa (1896-1980).

## Características orbitales
Oikawa orbita a una distancia media de 3,234 ua del Sol, pudiendo acercarse hasta 2,642 ua y alejarse hasta 3,826 ua. Su excentricidad es 0,183 y la inclinación orbital 2,235 grados. Emplea 2124 días en completar una órbita alrededor del Sol.

## Características físicas
La magnitud absoluta de Oikawa es 11,9. Tiene un diámetro de 23,3 km y su albedo se estima en 0,0429.